# Wireshark
Wireshark (Уайършарк) е безплатен и с отворен код анализатор на мрежови протоколи. Той се използва за отстраняване на проблеми в мрежата, анализ, разработка на софтуер и комуникационни протоколи и образование. Първоначалното име на проекта е Ethereal, но през май 2006 г. е преименуван на Wireshark във връзка със спорове по отношение на търговската марка.
Wireshark е междуплатформен софтуер.